# Portaferry
Portaferry (in lingua irlandese Port a' Pheire, cioè "luogo di sbarco per il traghetto") è una piccola cittadina nella contea di Down, Irlanda del Nord, all'estremità meridionale della penisola di Ards vicino allo stretto che collega il Mare d'Irlanda con lo Strangford Lough. Possiede un famoso acquario ed è nota per l'annuale regata di imbarcazioni a vela tipo Galway Hooker. Un servizio di traghetto passeggeri/automezzi la collega con la frequenza giornaliera di una corsa ogni 15 minuti, dalle ore 8 alle 23, al villaggio di Strangford, che sta dalla parte opposta dello stretto a meno di un miglio di distanza. Il traghetto trasporta circa 500.000 passeggeri l'anno. Al censimento del 2011 Portaferry contava 2 514.

## Attività
Pesca commerciale di vongole, gamberi e l'allevamento di ostriche e mitili ha luogo all'interno dello Strangford Lough.
A queste attività si aggiunge quella del Laboratorio Marino dell'Università di Belfast. Vi sono numerosi edifici in stile georgiano, tra i quali il Market House, oggi utilizzato come centro comunitario.
Il battello di salvataggio di Portaferry è un mezzo vitale per pescatori e velisti. Nel 1987 venne eretto un edificio per il battello con l'aiuto finanziario ottenuto con una raccolta fondi promossa dal Lord Louis Mountbatten Appeal Fund sul Belfast Newsletter. Nel 1994 un nuovo battello Atlantic 75, chiamato Blue Peter V, ha sostituito il precedente Atlantic 21. (L'Atlantic 75 è il battello più veloce nella flotta RNLI e può raggiungere una velocità di 34 nodi.

## Storia
Nel XVII secolo il porti dell'Ulster cominciaro a crescere d'importanza. Nel 1625 William Pitt divenne Customer of the ports di Newcastle, Dundrum, Killough, Portaferry, Donaghadee, Bangor e Holywood.